# Arichanna askoldinaria
Arichanna askoldinaria är en fjärilsart som beskrevs av Charles Oberthür 1880. Arichanna askoldinaria ingår i släktet Arichanna och familjen mätare. Inga underarter finns listade i Catalogue of Life.